# Bruce Murray, 12.º Duque de Atholl
Bruce George Ronald Murray, 12.º Duque de Atholl, OStJ (6 de abril de 1960), é um par hereditário nascido na África do Sul no Pariato da Escócia e Chefe do Clã Murray. Como Duque de Atholl, ele tem o direito de criar o único exército privado legal da Europa, os Atholl Highlanders, um privilégio único concedido à sua família pela Rainha Vitória depois de visitar Blair Atholl em 1844.

## Biografia
O filho mais velho de John Murray, 11.º Duque de Atholl, e Margaret Yvonne Leach, formou-se na Jeppe High School for Boys Johannesburg em 1979. Ele foi educado no Saasveld Forestry College antes de servir seus dois anos de Serviço Nacional com o Corpo de Infantaria Sul-Africano. Ele é atualmente um membro voluntário do Transvaal Scottish Regiment, ocupando o posto de tenente. Anteriormente, ele administrou uma plantação de chá, mas depois administrou uma empresa de sinalização produzindo placas para edifícios comerciais. Ele foi comissionado no Atholl Highlanders em 2000, sendo nomeado tenente-coronel. Após a morte de seu pai em 15 de maio de 2012, ele sucedeu a todos os seus títulos, tornando-se o 12º Duque de Atholl.

## Casamento e descendência
O Duque casou-se pela primeira vez em 4 de fevereiro de 1984, em Joanesburgo, com Lynne Elizabeth Andrew e eles se divorciaram em 2003. Juntos, eles tiveram três filhos:
- Michael Bruce John Murray, Marquês de Tullibardine (n. 1985)
- Lord David Nicholas George Murray (n. 1986)
- Lady Nicole Murray (n. 1987).

Ele se casou em segundas núpcias com Charmaine Myrna du Toit em 2009, sem descendência.

## Títulos e estilo
- 6 de abril de 1960 – 27 de fevereiro de 1996: Sr. Bruce George Ronald Murray
- 27 de fevereiro de 1996 – 15 de maio de 2012: O Mais Honorável Marquês de Tullibardine
- 15 de maio de 2012 – presente: Sua Graça, o Duque de Atholl